# سيمون جاكسون
سيمون جاكسون (بالإنجليزية: Simeon Jackson)‏ (28 مارس 1987 بكينغستون في جامايكا - ) هو لاعب كرة قدم كندي وجامايكي في مركز الهجوم. شارك مع منتخب كندا تحت 20 سنة لكرة القدم ومنتخب كندا لكرة القدم. أما مع النوادي، فقد لعب مع آينتراخت براونشفايغ وبلاكبيرن روفرز وروشدين ودايموندز وكوفنتري سيتي ونادي بارنسلي ونادي غيلينغهام ونادي ميلوول ونادي والسول ونورويتش سيتي وRaunds Town F.C. ‏.

## وصلات خارجية
- سيمون جاكسون على موقع الاتحاد الدولي (مؤرشف)  (الإنجليزية)
- سيمون جاكسون على موقع قاعدة بيانات كرة القدم.إي يو (الإنجليزية)
- سيمون جاكسون على موقع ناشيونال فوتبول تيمز (الإنجليزية)
- سيمون جاكسون على موقع Soccerbase.com (لاعب) (الإنجليزية)
- سيمون جاكسون على موقع Soccerway.com (الإنجليزية)
- سيمون جاكسون على موقع عالم كرة القدم.نت (الإنجليزية)
- سيمون جاكسون على موقع AS.com (الإسبانية)